# Athanase Seromba
Athanase Seromba (1963) è un religioso ruandese, presbitero della Chiesa cattolica, condannato per crimini di guerra da un tribunale internazionale per aver partecipato, nel 1994, al massacro di duemila Tutsi in Ruanda nel frangente storico del genocidio ruandese.

## Biografia
All'epoca dei fatti, Seromba era sacerdote di una parrocchia cattolica nella regione di Kibuye, nel Ruanda occidentale. Secondo quanto stabilito dalla condanna, fra il 6 aprile e il 20 aprile 1994 Seromba fece abbattere a colpi d'artiglieria la propria chiesa parrocchiale al fine di uccidere circa 2000 Tutsi che vi avevano cercato rifugio attirati dallo stesso sacerdote, che partecipò   in modo attivo anche al successivo massacro dei pochi superstiti.
Dopo averli attirati nell'edificio li chiuse dentro dall'esterno, consegnandoli di fatto ai guerriglieri presenti in zona.
Poco più in là si stavano facendo dei lavori stradali, con la presenza di un bulldozer.
Seromba ordinò al guidatore di abbattere la chiesa: al suo rifiuto gli sparò lì sul posto, e obbligò il suo collega ad eseguire l'ordine pena la morte.
Inoltre finì a fucilate tutti coloro che cercarono di scappare dalle finestre, mentre i guerriglieri iniziarono a martellare di colpi la chiesa.
Il bilancio fu lo sterminio di tutti i prigionieri.
Fuggito dapprima nella Repubblica Democratica del Congo,  e poi in Toscana, dove si era presentato sotto il falso nome di Atanasio Sumba Bura, venendo destinato alla parrocchia dell'Immacolata e S. Martino in Montughi di Firenze, fu poi  accolto nel vescovado. Sotto la pressione di Carla Del Ponte, all'epoca incaricata delle Nazioni Unite per la persecuzione dei crimini di guerra, il 6 febbraio 2002 Seromba si consegnò al International Criminal Tribunal for Rwanda (Tribunale Criminale Internazionale per il Ruanda, ICTR) ad Arusha (Tanzania), dove fu processato per genocidio e crimini contro l'umanità. Il 13 dicembre 2006 fu giudicato colpevole e condannato a 15 anni di carcere, subendo anche l'estradizione dall'Italia.
Nel marzo 2008, il processo di appello ha condannato Seromba all'ergastolo, motivando la sentenza con la sua partecipazione attiva ai massacri, una condotta per la quale non ha mostrato mai alcun segno di pentimento.
Il 27 giugno 2009 è stato trasferito nella prigione di Akpro-Missérété di Port-Novo, in Benin.